# Balungao
Balungao là một đô thị hạng 4 ở tỉnh Pangasinan, Philippines. Theo điều tra dân số năm 2007, đô thị này có dân số 25.214 người trong 5.102 hộ.
Ở đây có núi lửa không còn hoạt động.

## Barangay
Balungao được chia thành 20 barangay.
| - Angayan Norte - Angayan Sur - Capulaan - Esmeralda - Kita-kita - Mabini - Mauban - Poblacion - Pugaro - Rajal | - San Andres - San Aurelio 1 - San Aurelio 2 - San Aurelio 3 - San Joaquin - San Julian - San Leon - San Marcelino - San Miguel - San Raymundo |